# 平重衡とらわれの松跡
座標: 北緯34度38分47.6秒 東経135度6分58.4秒 / 北緯34.646556度 東経135.116222度

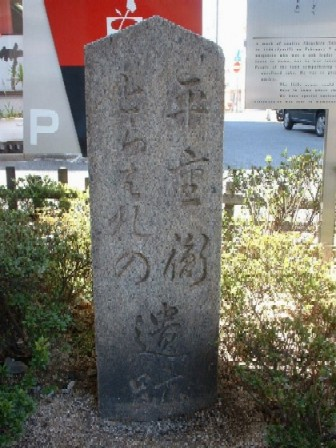
平重衡とらわれの松跡

平重衡とらわれの松跡（たいらのしげひらとらわれのまつあと）とは兵庫県神戸市須磨区須磨寺町1丁目にある石碑である。山陽電鉄須磨寺駅を出てすぐのところにある。

## 一ノ谷の戦い
1184年（寿永3年）、源範頼、源義経兄弟が京を出陣すると平重衡は範頼勢が攻撃してくるであろう生田の森の副大将に任ぜられた（大将は兄・平知盛）。
いざ、範頼軍が攻めて来ると重衡は勇猛果敢に戦ったが力尽き海に留めていた味方の船に乗って退却しようとしたが西須磨で範頼の郎党・庄太郎家長（児玉党の本宗家5代目）に馬を射られ、落馬し、捕らえられた（『平家物語』では弟の庄四郎高家が生け捕ったとしているが、『吾妻鏡』には家長が生け捕ったと記されている）。

## すまでのむこの濁酒なれ
捕らえられた重衡は近くにあった松に腰掛け無念の涙を流した。
それを哀れんだ村人たちが濁酒を差し出したところとても喜び「ささほろや　波ここもとを　打ちすぎて　すまでのむこの濁酒なれ」と一句詠んだと伝わる。
この松が「平重衡とらわれの松」である。後に松がなくなり石碑だけになり「平重衡とらわれの松跡」になったが源平合戦を偲ばせる石碑である。

## その他
『源平盛衰記』には、庄三郎家長と記述されているが、本来の通称は太郎であり、誤記である。複数の系図、及び、宥勝寺の伝承、さらに本庄在地の伝承・資料（『吾妻鏡』を含め）などなど、一切の資料において、家長の通称は太郎であり、『源平盛衰記』のみが三郎家長と記している。これは庄三郎忠家の伝承と混同した結果の誤記と考えられる。